# Jean Lucienbonnet
Pas d'image ? Cliquez ici
Jean Lucienbonnet de nom de naissance Lucien Jean Bonnet est un coureur automobile français né le 7 janvier 1923 à Nice et décédé le 19 août 1962 à Enna en Italie.
Il ne s'est inscrit qu'à un seul Grand Prix de Formule 1, celui de Monaco 1959 au volant de sa propre Cooper T45 mais ne réussit pas à se qualifier.
Après son passage éclair en Formule 1, il participe à des courses de GT et de Formule Junior. C'est dans une course de cette dernière catégorie qu'il se tue à Enna en Sicile.

## Résultats en championnat du monde de Formule 1
| Saison | Écurie            | Châssis    | Moteur            | Pneus  | GP disputé  | Points inscrits | Classement |
| ------ | ----------------- | ---------- | ----------------- | ------ | ----------- | --------------- | ---------- |
| 1959   | Jean Lucienbonnet | Cooper T45 | Climax 4 en ligne | Dunlop | Monaco (nq) | 0               | n.c.       |

## Résultats aux 24 Heures du Mans
| Année | Ecurie                        | Châssis | Moteur               | Classement |
| ----- | ----------------------------- | ------- | -------------------- | ---------- |
| 1958  | Automobiles Deutsch et Bonnet | DB HBR4 | Panhard 0,7 L Flat-2 | 18e        |

## Sources
- (en) Cet article est partiellement ou en totalité issu de l’article de Wikipédia en anglais intitulé « Jean Lucienbonnet » (voir la liste des auteurs).